# Jens Mortensen
Jens Mortensen, stundom med tillnamnet Pilt, död 1595, var en dansk rektor och präst.
Mortensen, som uppges ha varit skåning, hade bistått Arild Huitfeldt med avskrivning av historiska dokument och var förmodligen redan magister, då han omkring 1589 kallades av Huitfeldt till rektor på Herlufsholm. Efter en kort blev han dock sockenpräst i Slangerup och Uvelse. Efter en handskrift, som Huitfeldt hade meddelat honom, utgav han 1594 Norske Kongers Krønnike og Bedrift indtil unge Kong Hagens Tid, som døde 1263.